# Estación de Entroncamento
La Estación Ferroviaria de Entroncamento, más conocida como Estación de Entroncamento, es una plataforma ferroviaria de las líneas del Norte y de Beira Baixa, que sirve a la localidad de Entroncamento, en el Distrito de Santarém, en Portugal.

## Descripción

### Localización y accesos
Se encuentra en la localidad de Entroncamento, junto a la Plaza de la República.

### Descripción física
En enero de 2011, presentaba siete vías de circulación, con longitudes entre los 320 y 600 metros; todas las plataformas tenían 300 metros de extensión y 40 centímetros de altura, excepto la quinta, que presentaba 30 centímetros de altura.

## Historia

### SigloXX
En 1926, fueron declaradas varias expropiaciones junto a la estación, para la construcción de un barrio de operarios, y para la instalación de varias infraestructuras, para dar salida al aumento de tráfico que se estaba experimentando.
En 1933, la Compañía de los Caminhos de Ferro Portugueses llevó a cabo obras de remodelación y mejora en esta plataforma.
En 1992, las locomotoras de la CP Serie 1550 estaban basadas en las oficinas de esta estación.
Esta plataforma fue escenario de la presentación oficial de las locomotoras de la CP Serie 5600 al público, en 1993.